# Serrasalmus altuvei
Serrasalmus altuvei es una especie de pez de la subfamilia de los "caribes" o "pirañas" endémica de Venezuela. 

## Hábitat
Habita principalmente ríos de aguas blancas y claras de la cuenca del Orinoco. Frecuentemente se le encuentra en ríos (morichales) de aguas muy transparentes de los llanos centrales de Venezuela. 

## Descripción
El cuerpo es bastante alto o profundo con la cabeza pequeña y aguzada, plateada con el iris rojo. El cuerpo es romboidal, de color plateado con numerosas manchas ovaladas dirigidas verticalmente. La mancha por encima de la aleta pectoral más grande y evidente. La región ventral (abdomen) sin manchas y con tonalidades amarillentas, anaranjadas o rojizas. Aletas incoloras y transparentes. Aleta caudal con una banda negra terminal.

## Comportamiento
Son peces predadores principalmente consumen otros peces más pequeños, larvas de insectos acuáticos y crustáceos (camarones). Sin embargo juveniles y adultos tempranos comen aletas de otros peces, aunque se han visto casos donde consumen la mitad del cuerpo de otros peces (exceptuando la cabeza) (pterigiofagia).
Existen otras especies con la cual puede confundirse como Serrasalmus hastatus sin embargo esta última especie sólo ha sido reportada para ríos de Brasil.